# Alexander Hödlmoser
Alexander Hödlmoser (* 1968 in Salzburg) ist ein österreichischer Alpinskitrainer und früherer Skirennläufer. Hödlmoser wurde 1989 Österreichischer Meister im Riesenslalom, begann 1997 seine Trainertätigkeit in den USA und ist seit 2010 Cheftrainer der US-Damenmannschaft. Er lebt in Sankt Johann im Pongau.

## Biografie
Alexander Hödlmoser startete für den Union Sportklub Hof und war von 1984 bis 1992 im Kader des Österreichischen Skiverbandes (ÖSV). Zu seinen größten Erfolgen als aktiver Skirennläufer zählt der Sieg im Riesenslalom bei den Österreichischen Alpinen Skimeisterschaften 1989, wo er zudem Zweiter in der Kombinationswertung und Dritter im Slalom wurde. Drei Jahre zuvor war er Österreichischer Jugendmeister im Riesenslalom geworden. Auf internationaler Ebene war Hödlmoser wenig erfolgreich. Im Weltcup blieb er ohne Punkte und im Europacup war ein sechster Platz in der Riesenslalomwertung 1989 sein bestes Resultat. 1992 beendete er seine Karriere bei den Amateuren und nahm noch vier Jahre an Profirennen teil.
Seine Tätigkeit als Trainer begann Alexander Hödlmoser im ÖSV, ehe er 1997 zum US-amerikanischen Skiverband wechselte. Nach einem Jahr als Europacuptrainer wurde er Assistenztrainer der Weltcup-Abfahrts- und Super-G-Gruppe und war ab 2004 hauptverantwortlich für die Abfahrts- und Super-G-Läuferinnen. Im Jahr 2010 trat Hödlmoser die Nachfolge Jim Tracys als Cheftrainer der US-Damenmannschaft an. 2004 und 2007 wurde er zum USSA Alpine International Coach of the Year ernannt.